# Telovýchovná Jednota Spartak Myjava (femminile)
Il Telovýchovná Jednota Spartak Myjava ženy, meglio noto come Spartak Myjava, è una squadra di calcio femminile slovacca, sezione dell'omonimo club con sede nella città di Myjava. Milita in 1. liga žien, primo livello del campionato slovacco femminile di calcio, e gioca gli incontri casalinghi al Futbalový štadión Myjava, impianto da 2 709 posti che condivide con la squadra maschile.
Al termine della stagione 2021-2022 ha conquistato il suo primo titolo di Campione di Slovacchia, acquisendo il diritto di disputare la UEFA Women's Champions League per la stagione successiva.

## Palmarès
- Campionato slovacco femminile: 4

2021-2022, 2022-2023, 2023-2024, 2024-2025

## Organico

### Rosa 2021-2022
| N. |                       | Ruolo | Calciatrice         |
| -- | --------------------- | ----- | ------------------- |
| 1  | Slovacchia (bandiera) | P     | Kristína Bažiková   |
| 4  | Slovacchia (bandiera) | D     | Sára Kršiaková      |
| 6  | Slovacchia (bandiera) | A     | Kristína Panáková   |
| 7  | Slovacchia (bandiera) | A     | Nina Matušicová     |
| 8  | Slovacchia (bandiera) | A     | Ella Glatzová       |
| 9  | Slovacchia (bandiera) | A     | Andrea Bogorová     |
| 10 | Slovacchia (bandiera) | A     | Iveta Neveďalová    |
| 12 | Slovacchia (bandiera) | C     | Nicol Chlepková     |
| 13 | Slovacchia (bandiera) | C     | Jana Boorová        |
| 14 | Slovacchia (bandiera) | A     | Nikoleta Hucovičová |

| N. |                       | Ruolo | Calciatrice         |
| -- | --------------------- | ----- | ------------------- |
| 15 | Slovacchia (bandiera) | D     | Juliana Horváthová  |
| 17 | Slovacchia (bandiera) | C     | Monika Pirťanová    |
| 18 | Slovacchia (bandiera) | D     | Tereza Honková      |
| 19 | Slovacchia (bandiera) | C     | Laura Retkesová     |
| 20 | Slovacchia (bandiera) | A     | Zuzana Nina Nárožná |
| 22 | Slovacchia (bandiera) | P     | Natália Čermáková   |
|    | Slovacchia (bandiera) | ?     | Sylvia Smatanová    |
|    | Slovacchia (bandiera) | ?     | Ema Nikodemová      |
|    | Slovacchia (bandiera) | ?     | Markéta Koplíková   |
|    | Slovacchia (bandiera) | A     | Katarína Vredíková  |